# Nymphoides guineensis
Nymphoides guineensis är en vattenklöverväxtart som beskrevs av A. Raynal. Nymphoides guineensis ingår i släktet sjögullssläktet, och familjen vattenklöverväxter. Inga underarter finns listade i Catalogue of Life.